# Thomas Smith (artiste)
Pour les articles homonymes, voir Thomas Smith (homonymie) et Smith.

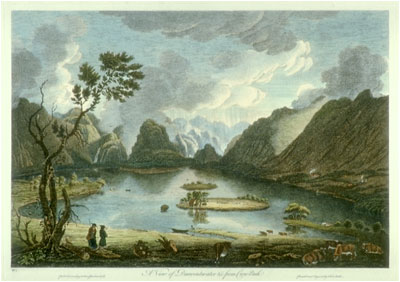
A View of Darwentwater from Crow-Park

Thomas Smith dit Thomas Smith of Derby, mort le 12 septembre 1767, est un peintre paysagiste anglais, père de John Raphael Smith de Derby,.

## Biographie

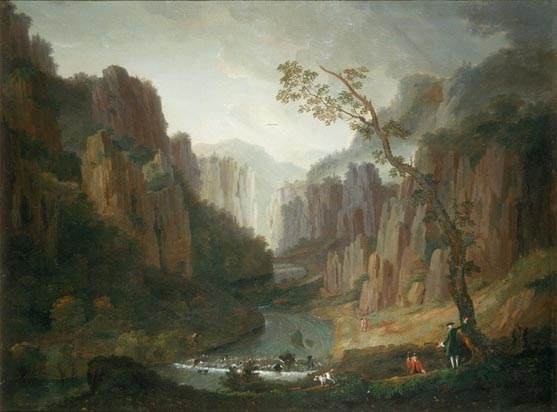
Vallée du Derbyshire

Né en 1715 selon le Yale Center for British Art, Thomas Smith peignit beaucoup de paysages ainsi que des demeures historiques telles que Chatsworth House et des vues d'après nature, inspirées du Lake District. Il est considéré comme l'un des tout premiers paysagistes anglais. Il s'installe dans le Derby.
Avec l'ingénieur et cartographe George Perry (1717-1771), il peint des vues topographiques de Coalbrookdale qui sont ensuite interprétées en gravure par François Vivarès et constituent les plus anciennes représentations de l'ère industrielle qui s'ouvre alors en Angleterre.
Il meurt à Bristol le 12 septembre 1767.

## Conservation et cote
Le tableau An Extensive Landscape with Hunting Party a été vendu pour plus de 67 000 dollars lors d'enchères à Sotheby's (2008). Il l'a peint en 1751, un an avant la naissance de son fils. Certaines de ses œuvres sont maintenant exposées au Derby Museum and Art Gallery et conservées au mobilier national britannique.